# Condado de Greene (Illinois)
O Condado de Greene é um dos 102 condados do Estado americano de Illinois. A sede do condado é Carrollton, e sua maior cidade é Carrollton. O condado possui uma área de 1 415 km² (dos quais 8 km² estão cobertos por água), uma população de 14 761 habitantes, e uma densidade populacional de 10 hab/km² (segundo o censo nacional de 2000). O condado foi fundado em 20 de janeiro de 1821.